# Dua (A)
Dua byl egyptský bůh očního lékařství, pomocník boha Thovta.
Jako boha lékařství ctili Egypťané od nejstarších do nejpozdějších dob boha Thovta, o němž se mluví ve zvláštním hesle. Kromě toho si vytvořili několik specializovaných bohů lékařství, mezi nimi na prvním místě právě Dua, protože Egypt vždy byl (a dodnes je) zemí hromadných očních onemocnění.[zdroj?] Jako o bohu víme o něm už z počátků Staré říše; jeho kněží, tj. oční lékaři, si udrželi svou specializaci až do řecko-římské doby. Byli velice vážení, a není proto náhodou, že také Hérodotos je ve svých Dějinách uvádí mezi lékaři na prvním místě. Z dob 3. a 4. dynastie známe devět těchto lékařů podle jména; pět z nich působilo na královském dvoře. Jejich kněžský a úřední titul zněl „dveřník (boha) Dua“, resp. „vrchní dveřník Dua“; jeden z nich však zastával zároveň funkci „strážce (králova) konečníku“. S postupem doby a rostoucím počtem pramenů jmen lékařů přibývá. Víme také víc o jejich léčebních metodách než o bohu, jehož byli služebníky, což je důležitější. Přitom je zajímavé, že s růstem jejich vědomostí bůh Dua strácel na významu. Nakonec splynul s bohem Thovtem.
Onemocnění, jejichž léčení spadalo do kompetence boha Dua a jeho kněží, známe zejména z Ebersova papyru, který pochází z dob 18. dynastie a obsahuje výpisky asi ze čtyřiceti starších lékařských spisů. V jeho 108 sloupcích je uvedeno asi 90 léků na 30 různých očních chorob. některé z těchto chorob se nepodařilo určit; z idenfitikovaných k nim patří zánět spojivek, slzného váčku, duhovky a rohovky (zvaný přiléhavě „krokodýl v oku“), ječné zrno, šilhavost a kromě jiných krátkozrakost. V léčení a léčebných metodách se spojují empiricko-racionální prvky s magickými, jako v celém egyptském lékařství; magické ovšem převládají. Z očních operací máme písemně doloženo pouze odstraňování řas rostoucích obráceně proti oku; vyobrazení zachycují jinak jen vyjímání cizího tělesa z oka pomocí hůlky. (Mumie nám o očních chorobách a jejich léčení nic neprozradily; oči byly při muminfikaci buď vyjímány a nahrazovány skleněnými, nebo zatlačovány a zničeny balzamovacími látkami).